# SpVgg Meiderich 06
Die SpVgg Meiderich 06 (offiziell: Sportvereinigung Meiderich 06 e.V.) war ein Sportverein aus dem Duisburger Stadtteil Meiderich. Die erste Fußballmannschaft spielte drei Jahre in der höchsten niederrheinischen Amateurliga.

## Geschichte
Der Verein wurde im März 1906 als FC Hohenzollern Meiderich gegründet und trat drei Jahre später dem Westdeutschen Spiel-Verband bei. Nach dem Ende des Ersten Weltkriegs nahm der Verein den Namen Sportvereinigung Meiderich 06 an. Im Jahre 1919 gelang der Aufstieg in die seinerzeit erstklassige Rheinische Nordkreisliga, wo die Mannschaft auf Anhieb Dritter wurde. Nach dem Abstieg im Jahre 1921 gelang der sofortige Wiederaufstieg. In den folgenden Jahren arbeitete sich die SpVgg weiter nach oben und erreichte in der Saison 1928/29 die Vizemeisterschaft in der Gruppe A hinter der SpVgg Oberhausen-Styrum. Vier Jahre später wurde die neu geschaffene Gauliga Niederrhein verpasst und die Meidericher spielten zweitklassig weiter.
Nach dem Ende des Zweiten Weltkriegs spielte die SpVgg ab 1947 in der Bezirksklasse und schaffte zwei Jahre später den Aufstieg in die Landesliga, die seinerzeit höchste Amateurliga am Niederrhein. Nach einem sechsten Platz in der Aufstiegssaison 1949/50 mussten die Meidericher zwei Jahre später zurück in die Bezirksklasse. Der sofortige Wiederaufstieg wurde nach einer 0:1-Niederlage im Entscheidungsspiel gegen den RSV Mülheim verpasst. Erst im Jahre 1956 gelang der Wiederaufstieg in die Landesliga, die nach der gleichzeitigen Einführung der Verbandsliga Niederrhein nur noch die zweithöchste Amateurliga war. Nach zwei Jahren folgte der erneute Abstieg in die Bezirksklasse. Es folgten Vizemeisterschaften hinter dem VfL Hüttenheim bzw. dem Duisburger SC 1900, bevor im Jahre 1960 der Aufstieg in die Landesliga wieder in greifbare Nähe kam. Das Entscheidungsspiel gegen den punktgleichen VfvB Ruhrort-Laar wurde im neutralen Hamborn allerdings mit 1:5 verloren.

## Persönlichkeiten
Mit Kurt Neumann hatte die Spielvereinigung einen Fußballer in ihren Reihen, der im Winter 1945/46 auf direktem Wege den Wechsel zum prominenten Nachbarklub Meidericher SV schaffte. Den MSV prägte er als langjähriger Kapitän und blieb dem Verein bis zur Qualifikation für die neugegründete Bundesliga im Jahr 1963 erhalten. Anders als Kurt nahm der nicht mit ihm verwandte Erich Neumann den Umweg über den TSV Detmold in Kauf, bevor ihn sein Weg 1948 ebenfalls zum Meidericher SV führte. Er gehörte dem Oberligakader bis 1958 an. Damit hatte Meiderich 06 zwei Spieler in seinen Reihen, die bis in die vor Bundesligaeinführung höchste Spielklasse kamen.

## Nachfolgeverein SpVgg Meiderich 06/95
Am 29. Juli 1969 fusionierte die SpVgg Meiderich 06 mit dem 1895 gegründeten TuS Wacker Meiderich zur SpVgg Meiderich 06/95. Dieser übernahm den Platz in der Bezirksklasse und wurde im Jahre 1971 Vizemeister. Bereits fünf Jahre später mussten die Meidericher in die 1. Kreisklasse absteigen, schafften aber den direkten Wiederaufstieg. Im Jahre 1981 ging es für die Spielvereinigung erneut runter in die Kreisliga A, bevor drei Jahre später der erneute Sprung in die Bezirksliga gelang. 1987 ging es wieder hinunter  in die Kreisliga A und die Meidericher pendelten in Folge zwischen den Kreisligen A und B. Im Jahre 2010 gelang der Mannschaft der erneute Aufstieg in die Bezirksliga. Neun Jahre später stiegen die Meidericher aus dieser ab. Erst 2025 gelang der nächste Aufstieg in die Bezirksliga.
Die Heimspiele werden in der Bezirkssportanlage Honigstraße ausgetragen, die Platz für 2000 Zuschauer bietet. Es wird auf Kunstrasen gespielt. Für die Tischtennisabteilung der SpVgg Meiderich 06/95 war die ehemalige Europameisterin Agnes Simon aktiv.